# WTA-toernooi van Bratislava
Het WTA-toernooi van Bratislava (officieel: EuroTel Slovak Indoor) was een tennistoernooi voor vrouwen dat van 1999 tot en met 2002 plaatsvond in de Slowaakse hoofdstad Bratislava.
De WTA organiseerde het toernooi, dat laatstelijk in de categorie "Tier V" en werd gespeeld op overdekte hardcourtbanen.
Er werd door 32 deelneemsters per jaar gestreden om de titel in het enkelspel, en door 16 paren om de dubbelspeltitel. Aan het kwalificatietoernooi voor het enkelspel namen 32 speelsters deel, met vier plaatsen in het hoofdtoernooi te vergeven.

## Officiële namen
| 1999–2001 | EuroTel Slovak Indoor |
| 2002      | VUB Open              |

## Enkel- en dubbelspeltitel in één jaar
| speelster     | in het jaar |
| ------------- | ----------- |
| Maja Matevžič | 2002        |

## Finales

### Enkelspel
| Datum      | Naam                  | Cat.     | ($)     | Winnares        | Verliezend finaliste | Uitslag       |         |
| ---------- | --------------------- | -------- | ------- | --------------- | -------------------- | ------------- | ------- |
| 1999-10-18 | Eurotel Slovak Indoor | Tier IVb | 112.500 | Amélie Mauresmo | Kim Clijsters        | 6-3, 6-3      | details |
| 2000-10-23 | Eurotel Slovak Indoor | Tier IVb | 110.000 | Dája Bedáňová   | Miriam Oremans       | 6-1, 5-7, 6-3 | details |
| 2001-10-15 | Eurotel Slovak Indoor | Tier V   | 110.000 | Rita Grande     | Martina Suchá        | 6-1, 6-1      | details |
| 2002-10-14 | VUB Open              | Tier V   | 110.000 | Maja Matevžič   | Iveta Benešová       | 6-0, 6-1      | details |

### Dubbelspel
| Datum      | Naam                  | Cat.     | ($)     | Winnaressen                         | Verliezend finalistes                  | Uitslag       |         |
| ---------- | --------------------- | -------- | ------- | ----------------------------------- | -------------------------------------- | ------------- | ------- |
| 1999-10-18 | Eurotel Slovak Indoor | Tier IVb | 112.500 | Kim Clijsters Laurence Courtois     | Volha Barabansjtsjikava Lilia Osterloh | 6-2, 3-6, 7-5 | details |
| 2000-10-23 | Eurotel Slovak Indoor | Tier IVb | 110.000 | Karina Habšudová Daniela Hantuchová | Petra Mandula Patricia Wartusch        | walk-over     | details |
| 2001-10-15 | Eurotel Slovak Indoor | Tier V   | 110.000 | Dája Bedáňová Jelena Bovina         | Nathalie Dechy Meilen Tu               | 6-3, 6-4      | details |
| 2002-10-14 | VUB Open              | Tier V   | 110.000 | Maja Matevžič Henrieta Nagyová      | Nathalie Dechy Meilen Tu               | 6-4, 6-0      | details |